# Fényes (Románia)
Fényes (románul: Feneș) falu Romániában, a Bánságban, Krassó-Szörény megyében.

## Fekvése
Karánsebestől délre fekvő település.

## Története
Fényes nevét 1501-ben említette először oklevél Felső-Fenes, Alsó-Fenes (Felsew Fenes, Also Fenes in districtu Karansebes et Nagy Mihald) formában.
1531-ben Felsew-Fenes, Alsó-Fenes, 1534-ben és 1575-ben Fenes, 1808-ban Fönis, Fönisch, Fenish, 1888-ban Fényes (Fönyes), 1913-ban Fényes néven írták.
A trianoni békeszerződés előtt Krassó-Szörény vármegye Teregovai járásához tartozott.
1910-ben 1039 lakosából 22 magyar, 25 német, 982 román volt. Ebből 27 római katolikus, 980 görög keleti ortodox, 25 izraelita volt.

## Források

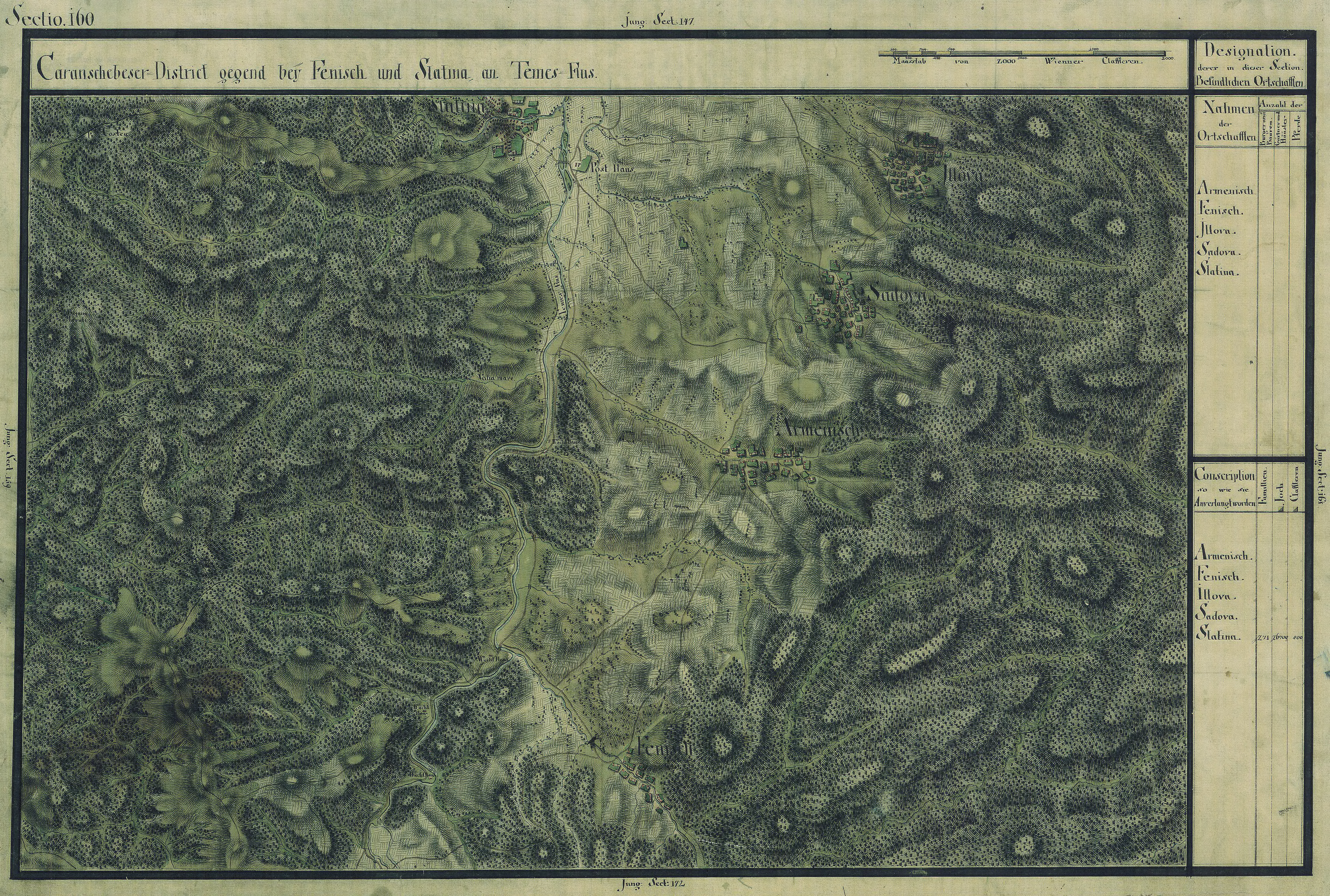
Fényes egy régi térképen